# Maria Grace Tazu Sasamori
Maria Grace Tazu Sasamori (jap. マリア・グレイス笹森田鶴; * 1963) ist eine japanische anglikanische Geistliche und Bischöfin von Hokkaido der Nippon Sei Ko Kai.

## Leben
Sasamori war Priesterin in der Diözese von Tokyo.
Auf der 80ten Synode der Diözese von Hokkaido wurde sie im November 2021 als Bischöfin designiert in Nachfolge von Bischof Nathaniel Makoto Uematsu. Die Wahl erfolgte am 3. November im 10. Wahlgang mit zwei Dritteln der Stimmen der Geistlichen und Laien. Am 26. November nahm sie die Wahl an.
Die Bischofsweihe fand am 23. April 2022 in der Christ Church in Sapporo statt, unter coronabedingten Auflagen. Der Gottesdienst erfolgte unter Vorsitz des Primas der NSKK und Bischofs von Kyūshū Luke Kenichi Muto. Sie war die zweite Frau in Asien in der anglikanischen Gemeinschaft, welche die Bischofsweihe erhielt und die erste in Japan und Ostasien.
Als bedeutenden Einfluss auf sich nannte sie nach ihrer Bischofsweihe die Spiritualität Hildegards von Bingen.